# Walid Jumblatt
Walid Jumblatt, in arabo وليد جنبلاط‎?, Walīd Junbulāṭ o Janbulaṭ (Beirut, 7 agosto 1949), è un politico e militare libanese.

## Biografia
Figlio di Kamal Jumblatt, studiò sia nella sua città natale sia in Francia.

La politica non era tra i suoi principali interessi, ma dopo la morte di suo padre, avvenuta nel 1977, guidò la sua comunità drusa ed entrò a far parte della guerra civile libanese scoppiata nel 1975.

Inizialmente si schierò con la Siria e con i miliziani dell'OLP per combattere le falangi cristiano-maronite.
La sua alleanza con la Siria venne rimarcata anche quando quest'ultima combatté contro il generale Michel Aoun.
Finita la guerra civile Walid divenne un importante politico con il suo partito denominato PSP, ossia "Partito Sociale Progressista" e fu anche ministro dei lavori pubblici.
Con il tempo i suoi legami con la Siria divennero sempre meno solidi e si arrestarono con la morte di Hafiz al-Asad.
Con l'uccisione di Rafīq al-Ḥarīrī nel 2005, Walid divenne un nemico giurato della Siria, accusandola più volte di voler destabilizzare il Libano.
Attualmente Walid Jumblatt fa parte della coalizione al governo, detta del 14 marzo.